# Malmgreniella andreapolis
Malmgreniella andreapolis är en ringmaskart som först beskrevs av McIntosh 1874.  Malmgreniella andreapolis ingår i släktet Malmgreniella och familjen Polynoidae. Arten är reproducerande i Sverige. Inga underarter finns listade i Catalogue of Life.